# Otto von Müller
Pour les articles homonymes, voir Müller.
Otto von Müller, né le 17 octobre 1875 à Juliers en province de Rhénanie et mort le 2 avril 1976 à Fürstenfeldbruck.

## Biographie
Ses parents sont le lieutenant général prussien Eduard von Müller (de) (1841-1932) et son épouse Marie, née Schweickhardt (née en 1850). Après le lycée Louise de Berlin (de), Müller s'engage le 1er octobre 1892 dans le 1er régiment à pied de la Garde de l'armée prussienne et est promu fin janvier 1894 au grade de Sekondeleutnant. Pour poursuivre sa formation, il suit l'Académie de guerre en 1900/03, est passé lieutenant à la mi-avril 1903 et est commandé de fin juillet à fin septembre 1903 pour servir au 1er bataillon du 2e régiment d'artillerie à pied.
Joueur de tennis du LTTC Rot-Weiß de Berlin il est actif de 1897 à 1913.
Il a remporté les tournois de Dresde (6-0, 6-0, 6-0 en finale) et Düsseldorf en 1906 ainsi que Hambourg en 1912.
Il a rencontré quelques-uns des plus grands joueurs de son époque que sont Tony Wilding (à Wiesbaden en 1906), Josiah Ritchie (à Bad Homburg vor der Höhe en 1902 et à Hambourg 1908), Otto Froitzheim (à Bad Homburg vor der Höhe en 1908).
Il a atteint les 1/4 de finale du tournoi de tennis simple messieurs des jeux olympiques de 1912 à Stockholm contre Ladislav Žemla. Il participe au double également.

## Palmarès (partiel)

### Titre en simple messieurs
| No | Date | Nom et lieu du tournoi                       | Catégorie | Surface | Finaliste           | Score              |  |
| -- | ---- | -------------------------------------------- | --------- | ------- | ------------------- | ------------------ |  |
| 1  | 1912 | German International Championships, Hambourg |           | NC      | Heinrich Schomburgk | 2-6, 6-1, 6-4, 6-2 |  |

### Finale en simple messieurs
| No | Date | Nom et lieu du tournoi                       | Catégorie | Surface | Vainqueur           | Score         |  |
| -- | ---- | -------------------------------------------- | --------- | ------- | ------------------- | ------------- |  |
| 1  | 1913 | German International Championships, Hambourg |           | NC      | Heinrich Schomburgk | 6-2, 6-4, 7-5 |  |